# Ontologischer Dualismus
Als ontologischer Dualismus werden philosophische Positionen bezeichnet, die davon ausgehen, dass alles, was ist (Ontologie), in  zwei einander ausschließende Arten von Entitäten oder Substanzen zerfällt (Dualismus), und die beschreiben, ob und wie Wechselwirkungen zwischen diesen Arten möglich sind. In der westlichen Philosophietradition werden materielle („physische“) und immaterielle („geistige“) Entitäten einander gegenübergestellt. Der ontologische Dualismus ist mit dem metaphysischen Dualismus historisch eng verschränkt; Ausgangspunkt ist oft die Bemühung um eine Lösung des Leib-Seele-Problems.

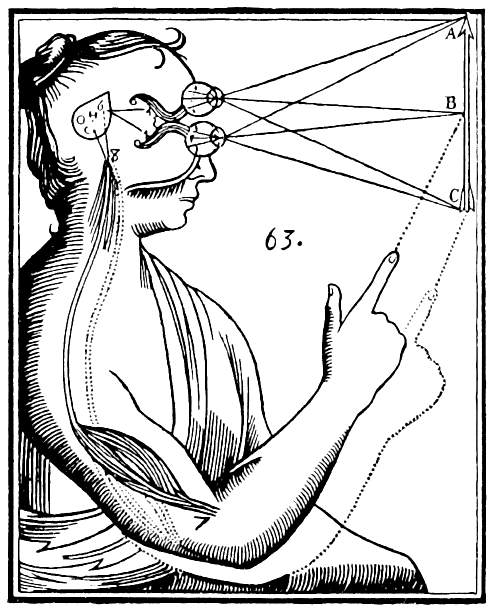
René Descartes’ Illustration des Dualismus: Reize werden von den Sinnesorganen weitergeleitet, erreichen die Epiphyse im Gehirn und wirken dort auf den immateriellen Geist ein

## Ontologischer Dualismus

### Vielfalt ontologischer Dualismen

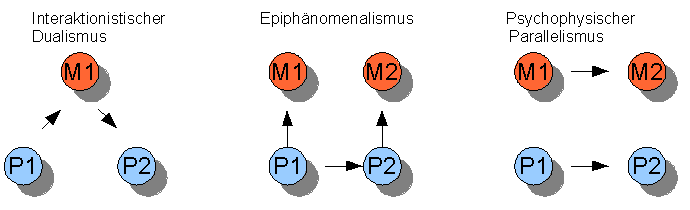
Drei Substanzdualismen; die Pfeile beschreiben den Weg der kausalen Interaktion (rote Kreise repräsentieren mentale Zustände, blaue Kreise stehen für physische Zustände)

Auch wenn der klassische ontologische Dualismus zwischen materiellen und immateriellen – insbesondere geistigen – Entitäten unterscheidet, wird auch immer wieder die Immaterialität anderer Phänomene behauptet, etwa von ästhetischen und moralischen Eigenschaften, Zahlen und Propositionen. Als Kandidaten für immaterielle Entitäten gelten Dualisten all die Phänomene, die sich nicht durch die Naturwissenschaften erklären lassen und sich so einer Reduktion widersetzen. Allerdings kann Irreduzibilität nicht als Beweis von Immaterialität gelten, da es auch Versuche gibt nichtreduktive Materialismen zu formulieren.
Dualismen unterscheiden sich nicht nur in der Antwort auf die Frage, welche Entitäten als immateriell gelten sollen. Es gibt zudem verschiedene Möglichkeiten, die immateriellen Entitäten ontologisch zu beschreiben. Zum einen ist ein Substanzdualismus möglich, der von materiellen und immateriellen Gegenständen ausgeht. Zum anderen kann jedoch auch ein Eigenschaftsdualismus vertreten werden, der in Bezug auf Gegenstände monistisch ist. Eigenschaftsdualistische Positionen haben in der aktuellen Philosophie des Geistes eine hohe Popularität, während klassische Substanzdualismen dort mittlerweile eher selten anzutreffen sind.
Allen Dualismen gemeinsam ist die Auffassung, dass das Geistige nicht physisch und demnach nicht physikalisch-mathematisch beschreibbar ist. Allerdings gehen modernen Dualisten häufig davon aus, dass die Abhängigkeitsverhältnisse zwischen Materie und Geist wahrscheinlich Naturgesetzen folgen, da auch hier das Wirken der Evolution erkennbar ist. Es wird jedoch in Frage gestellt, ob sich diese Zusammenhänge jemals als vollständige Theorie beschreiben lassen werden. Die Vorstellung einer vom Körper unabhängigen Seele wird in der Regel heute auch von Dualisten nicht mehr vertreten.

### Substanzdualismen

#### Interaktionistischer Dualismus

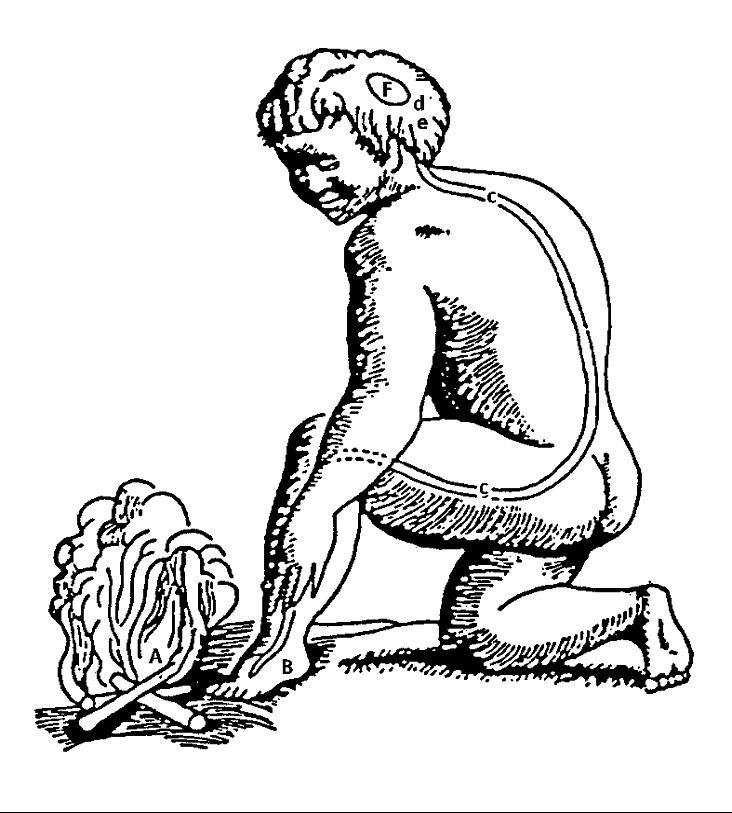
Illustration von Descartes: Eine Reizung am Fuß wird über die Nerven ins Gehirn geleitet, interagiert dort mit dem Geist und erzeugt so ein Schmerzerleben.

Der interaktionistische Dualismus gilt als klassische Version des Substanzdualismus und wurde beispielsweise von René Descartes vertreten. Dem interaktionistischen Dualismus zufolge gibt es materielle (res extensa) und immaterielle (res cogitans) Entitäten, die kausal miteinander interagieren. Wenn eine Person etwa gekitzelt wird, so werden die Reize vom materiellen Körper registriert und weiter zum Gehirn geleitet. An irgendeiner Stelle wirken die materiellen Prozesse dann auf den immateriellen Geist ein und erzeugen ein Kitzelerlebnis. Umgekehrt lösen geistige Zustände, etwa Gedanken oder Emotionen, körperliche Prozesse aus. Descartes vermutete als Ort der Interaktion die Epiphyse, eine neuronale Struktur, die dadurch ausgezeichnet ist, dass sie nur einmal im Gehirn vorkommt.
Gegen den interaktionistischen Dualismus wurde immer wieder eingewandt, dass er empirisch unplausibel sei, da die Neurowissenschaften keinen derartigen Interaktionsort zwischen Geist und Gehirn finden konnten. Vielmehr ließe sich für jeden neuronalen Prozess eine neuronale Ursache finden, so dass nirgendwo eine Notwendigkeit des Eingriffs des Geistes bestünde. Man kann diesen Einwand gegen den interaktionistischen Dualismus auch allgemeiner fassen: Wenn eine derartige Position wahr wäre, so müsste die Idee der kausalen Geschlossenheit der materiellen Welt aufgegeben werden. Damit ist die These gemeint, dass es für jedes physische Ereignis auch eine rein physische Ursache gibt. Dies muss ein interaktionistischer Dualist bestreiten, da er die Auffassung vertritt, dass einige physische Ereignisse erst durch immaterielle Ereignisse verursacht sind. Nun wird allerdings von Nichtdualisten argumentiert, dass die kausale Geschlossenheit der Welt nicht nur eine plausible Annahme, sondern auch empirisch recht gut belegt sei.
Karl Popper und John Eccles, die bekanntesten Vertreter des interaktionistischen Dualismus im 20. Jahrhundert, versuchten diesem Einwand zu entgehen, indem sie die Interaktion zwischen Geist und Gehirn auf eine subatomare Ebene verlegten.
Vor allem argumentierte Popper gegen die Geschlossenheit der physikalischen Welt mit seiner Drei-Welten-Lehre, die ein neues Licht auf das Körper-Geist-Problem werfen würde. Nach dieser Theorie sind Gegenstände der Welt 3 (geistige Objekte) zwar abstrakt, nichtsdestoweniger aber real und sogar besonders mächtige Werkzeuge zur Veränderung der Welt 1 (physikalische Welt). Die Gegenstände der Welt 3 könnten allerdings nicht von sich aus wirksam werden; sie seien darauf angewiesen, von der Welt 2 (menschliches Bewusstsein) rezipiert und „verwirklicht“ zu werden. Insofern ähneln sie beispielsweise Viren, die keinen eigenen Stoffwechsel besitzen, deshalb gleichfalls nicht von sich aus aktiv werden können, aber dennoch Ursache für spezifische Wirkungen (virale Erkrankungen) sein können. Gegen den Einwand, wir wüssten nicht, wie die Einwirkung von Geist auf physikalische Objekte möglich sei, argumentierte Popper, wir wüssten eigentlich nicht einmal genau wie es möglich sei, dass physikalische Objekte auf andere physikalische Objekte einwirken können. Es sei eben eine (evidente) Tatsache, dass dies möglich ist.

#### Nichtinteraktionistischer Dualismus
Eine nichtinteraktionistische Variante des Substanzdualismus wurde von Gottfried Wilhelm Leibniz entwickelt, der behauptete, dass Geist und Körper in keiner Weise aufeinander einwirken. Diese Theorie, der psychophysische Parallelismus, hat allerdings das Problem, erklären zu müssen, wie die Zusammenhänge zwischen geistigen und materiellen Zuständen zustande kommen. Schließlich hat etwa der geistige (bzw. besser seelische) Zustand des Durstes in der Regel das physische Ereignis des Trinkens zur Folge, was jedoch unerklärlich erscheint, wenn der Geist nicht auf den Körper einwirken kann. Leibniz versuchte diesen Einwand mit einer Analogie zu entkräften. Er erklärte, dass sich Geist und Körper wie zwei parallele Uhren zueinander verhalten. Das Geschehen ist perfekt aufeinander abgestimmt, auch wenn keine kausale Interaktion besteht. Nun kann man aber fragen, warum eine solche Parallelität besteht. Leibniz erklärte, dass dies eine Einrichtung Gottes sei.
Eine verwandte metaphysische Position, der Okkasionalismus, stammt von Nicolas Malebranche. Dem Okkasionalismus zufolge haben Geist und Körper keinen kausalen Einfluss aufeinander. Allerdings werden die Veränderungen von Körper und Geist von Gott registriert, der die entsprechenden geistigen oder körperlichen Prozesse auslöst. Die Kausalität, die scheinbar die geistigen und materiellen Ereignisse verbindet, wird hier einzig darauf zurückgeführt, dass der Mensch wiederholt das Eintreten des einen Ereignisses infolge des anderen Ereignisse beobachtet und daraus den Fehlschluss einer kausalen Verbindung zieht. Dies – so die Theorie – sei aber keinesfalls der Beweis einer Kausalität. Vielmehr ist jedes Ereignis ein diskreter, in sich geschlossener Vorgang; die Welt im Verlaufe der Zeit besteht aus einer Vielzahl immer neuer Welten, von denen jede einzelne neu von Gott ex nihilo – aus dem Nichts heraus – geschaffen wird. Auf diese Weise versuchen Okkasionalisten, das Problem der Geist-Materie-Interaktion zu lösen – es findet keine kausale Interaktion statt, Gott alleine ist die Ursache aller – geistigen wie materiellen – Ereignisse.
Der Okkasionalismus wird, wie auch der psychophysische Parallelismus, heute kaum noch vertreten.
Eine weitere Variante des Dualismus ist der Epiphänomenalismus, der etwa von Thomas Henry Huxley vertreten wurde. Epiphänomenalisten glauben, dass körperliche Zustände zwar auf geistige kausal einwirken können, aber geistige Zustände nicht auf körperliche. Eine solche Position ist mit der Idee der kausalen Geschlossenheit der Welt verträglich und kann trotzdem erklären, wie die Zusammenhänge von Geist und Körper zustande kommen. Diese Merkmale haben dazu geführt, dass auch noch heute eingeschränkte Varianten des Epiphänomenalismus vertreten werden. Allerdings sind diese Positionen meistens eigenschaftsdualistische Epiphänomenalismen. Sie behaupten also die Existenz von immateriellen, kausal wirkungslosen Eigenschaften und nicht die Existenz derartiger Gegenstände bzw. Substanzen. Auch gegen den Epiphänomenalismus sind zahlreiche Einwände erhoben worden. So ist etwa zweifelhaft, wie man von mentalen Zuständen überhaupt wissen kann, wenn sie keine Wirkung haben. Auch wurde immer wieder argumentiert, dass die Idee von kausal vollkommen wirkungslosen Entitäten gar nicht kohärent sei.

### Eigenschaftsdualismen
Eigenschaftsdualistische Positionen haben in der heutigen philosophischen Debatte eine höhere Popularität als Substanzdualismen. Eigenschaftsdualisten argumentieren, dass eine Person nicht aus zwei Substanzen (Geist und Körper) zusammengesetzt ist. Vielmehr behaupten sie, dass es nur ein Objekt (die Person) gebe, die jedoch körperliche und geistige Eigenschaften habe. Auf die Substanz bezogen ist der Eigenschaftsdualismus damit ein Monismus, dem heute auch viel Monisten zustimmen.
In der heutigen Philosophie des Geistes werden vor allem die eigenschaftsdualistischen Argumente von David Chalmers und Frank Cameron Jackson diskutiert, doch die historischen Wurzeln dieser Position reichen viel weiter zurück. Schon Baruch de Spinozas neutraler Monismus ging von einer Substanz aus, die materielle und geistige Qualitäten hat. Im 19. Jahrhundert wurde eine analoge Position etwa durch Ernst Haeckel populär gemacht.
Der Eigenschaftsdualismus hat allerdings mit ähnlichen Problemen wie der Substanzdualismus zu kämpfen, da auch er die kausale Wirksamkeit von mentalen Zuständen, die mentale Verursachung, erklären muss. Sollten die mentalen Eigenschaften einen kausalen Einfluss auf die materielle Welt haben, so scheint der Eigenschaftsdualist die kausale Geschlossenheit der Welt abstreiten zu müssen, was, wie oben beschrieben, zu Problemen führt. Sollte der Eigenschaftsdualist hingegen auf die kausale Wirksamkeit mentaler Eigenschaften verzichten, so muss er eine Form des Epiphänomenalismus vertreten. Nicht alle Eigenschaftsdualisten akzeptieren allerdings, vor einem derartigen Dilemma zu stehen. Manche argumentieren, dass die Welt kausal geschlossen sei, es für jedes physische Ereignis also eine physische Ursache gebe, und mentale Eigenschaften dennoch kausal wirksam seien. Solche Philosophen müssen erklären, dass einige Ereignisse von physischen und gleichzeitig von mentalen Eigenschaften verursacht werden.

### Argumente für den Dualismus

#### Vorstellbarkeitsargumente

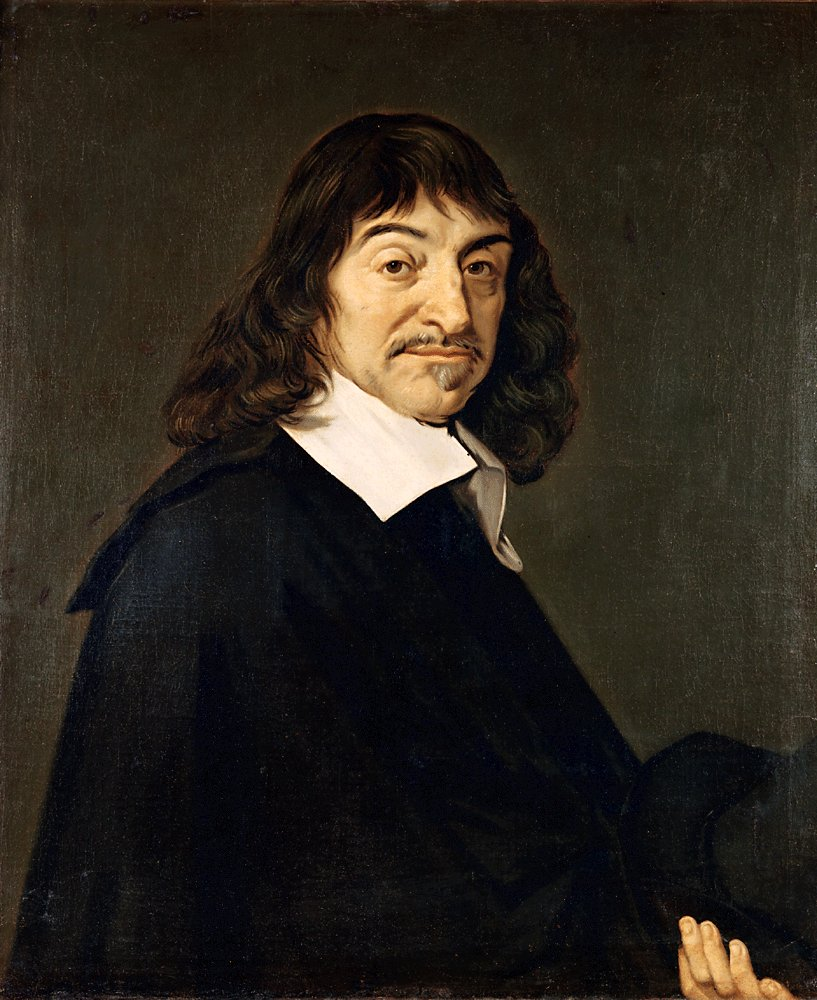
René Descartes in einem Porträt von Frans Hals, 1648

Das klassische Argument für den Dualismus ist von Descartes in den Meditationes de prima philosophia formuliert worden. Descartes argumentierte, dass er sich klar und deutlich vorstellen könne, dass Geist und Körper voneinander getrennt seien. Laut Descartes bedeute die Tatsache, dass dies vorstellbar ist, jedoch auch, dass es prinzipiell möglich ist. Wenn es jedoch auch nur prinzipiell möglich ist, dass der Geist und der Körper getrennt voneinander existieren, so können sie nicht identisch sein. Also muss es einen immateriellen Geist geben. Ein solches Argument muss sich u. a. die Frage gefallen lassen, warum die Vorstellbarkeit des Auseinandertretens von Geist und Körper auch schon dessen Möglichkeit beweisen sollte. Descartes erklärte, dass die Struktur der Welt so sei, dass alles, was man sich klar und deutlich vorstellen könne, von Gott auch entsprechend eingerichtet werden könne, also möglich sei. Allerdings ist nicht klar, ob eine solche Argumentation Erfolg haben kann. Nicht nur, dass sie die Existenz Gottes voraussetzt (vgl. Natürliche Theologie), es ist auch nicht klar, warum ein Theist die Annahme akzeptieren muss, dass Gott alles einrichten könne, was man sich klar und deutlich vorstellen kann.
Trotz dieser Probleme haben Vorstellbarkeitsargumente weiterhin eine gewisse Popularität, auch weil sie durch Saul Kripke auf eine neue Weise formuliert worden sind. Kripkes Ziel ist es, zu zeigen, dass Vorstellbarkeit Möglichkeit impliziert, was Descartes’ Argumentation wieder plausibel machen würde. Ein solches Implikationsverhältnis wirkt zunächst unwahrscheinlich, da Verhältnisse vorstellbar scheinen, die nicht möglich sind. So mag es vorstellbar scheinen, dass Wasser und H2O nicht identisch sind. Man kann etwa das Gedankenexperiment entwerfen, dass die frühen Chemiker bei der Untersuchung von Wasser nicht auf H2O, sondern eine andere Verbindung XYZ gestoßen sind. Dies scheint das Vorstellen einer Situation zu sein, in der Wasser und H2O nicht identisch sind. Dennoch ist diese Situation offensichtlich nicht möglich, da Wasser und H2O eben identisch sind. Und wenn zwei Phänomene A und B identisch sind, dann kann nie A ohne B oder B ohne A auftreten.
Kripke behauptet nun, dass das Gedankenexperiment gar nicht zur Vorstellung einer Situation führe, in der Wasser nicht H2O ist. Vielmehr stelle man mit dem Gedankenexperiment einen Fall vor, in dem eine Substanz, die die gleichen Makroeigenschaften wie Wasser (flüssig, durchsichtig, geruchlos, bei 100 °C kochend etc.) hat, nicht H2O ist. Diese Substanz sei aber eben kein Wasser, da Wasser mit H2O identisch ist, sondern eine andere, dem Wasser ähnliche, Substanz. Kripke hält dieses Ergebnis für generalisierbar: Immer wenn eine Situation vorstellbar, aber nicht möglich scheint, so kann dieser Eindruck durch eine Analyse der Bezugsrelationen wegerklärt werden. Stimmt Kripkes Diagnose, so gibt es keinen Fall, in dem X vorstellbar aber nicht möglich ist. Wenn es also vorstellbar ist, dass der Geist ohne den Körper auftritt, dann ist dies auch möglich und dann können sie nicht identisch sein. Allerdings sind auch gegen Kripkes Argument Einwände möglich. So kann man etwa bestreiten, dass es überhaupt vorstellbar ist, dass der Geist ohne den Körper auftrete.

#### Qualiabasierte Argumente
Viele zeitgenössische Argumente für den ontologischen Dualismus basieren auf dem Phänomen der Qualia. Qualia nennt man die subjektiven Erlebnisgehalte von mentalen Zuständen, also etwa das Blauerleben, das mit der Wahrnehmung eines blauen Gegenstandes einhergeht. Nun wird häufig argumentiert, dass die Qualia immaterielle Eigenschaften seien, da sie sich nicht auf physische – etwa neuronale – Eigenschaften reduzieren ließen. Materialisten halten dem verschiedene Argumente entgegen. Während manche auf die Reduzierbarkeit der Qualia setzten, erklären nichtreduktive Materialisten, dass die Qualia materielle, aber nichtreduzierbare Eigenschaften sein können.
Dualisten haben die Qualiaargumente auf verschiedene Weisen weiterentwickelt. Eine populäre Version kommt von dem australischen Philosophen Frank Cameron Jackson, der ein Gedankenexperiment mit einer Superwissenschaftlerin namens „Mary“ formulierte: Mary ist eine auf Farbensehen spezialisierte Physiologin, die seit ihrer Geburt in einem schwarz-weißen Labor gefangen ist und noch nie Farben gesehen hat. Sie kennt alle physischen Fakten über das Sehen von Farben, weiß jedoch nicht, wie Farben aussehen. Jacksons Argument gegen den Materialismus ist nun recht kurz: Mary kenne alle physischen Fakten über das Sehen von Farben. Sie kenne dennoch nicht alle Fakten über das Sehen von Farben. Also gebe es nicht-physische Fakten, daher sei der Dualismus wahr. Jackson hat sich von diesem Argument mittlerweile allerdings wieder distanziert.